# Willem Frederik Hermans
Willem Frederik Hermans (Amsterdam, 1º settembre 1921 – Utrecht, 27 aprile 1995) è stato uno scrittore olandese.
È considerato uno dei maggiori scrittori olandesi del dopoguerra, insieme a Harry Mulisch e Gerard Reve.
Ha scritto romanzi, racconti brevi, opere teatrali, poesie, saggi, opere filosofiche e scientifiche.
Lo stile di Hermans è esistenzialista e in generale piuttosto asciutto. Il suo tipo di scrittura è unico nella letteratura neerlandese, essendo caratterizzato dall'uso di frasi brevi e secche. Indubbiamente Hermans fu influenzato dalla Seconda guerra mondiale e dall'occupazione tedesca dei Paesi Bassi tra il 1940 e il 1945, e i suoi romanzi più lunghi (De tranen der acacia's e De donkere kamer van Damokles) sono ambientati nel periodo della guerra. Anche i suoi scritti più divertenti (Onder professoren e Au pair) possono avere una tendenza strana, esistenzialista.

## Biografia
Nel 1958 W.F. Hermans ottenne la cattedra di geografia fisica all'Università di Groninga. Nel 1972 Hermans fu accusato (tra gli altri anche dal calvinista Jan de Koning, membro del parlamento e in seguito ministro del governo) di passare il tempo scrivendo invece di insegnare. Fu istituita una commissione parlamentare d'inchiesta per indagare sulla questione. La commissione stabilì che il principale fatto imputabile a Hermans consisteva nell'uso della cancelleria dell'Università per scrivere i suoi appunti. Nel 1973 Hermans rassegnò le dimissioni e si trasferì a Parigi, dove si dedicò interamente alla scrittura. Nel romanzo Onder professoren (Tra professori) (1975) Hermans descrive la vita universitaria di Groninga in modo amaro e satirico. Questo libro può essere letto come un romanzo a chiave e fu scritto interamente sulla facciata bianca delle lettere dell'università, come dice Zomerplaag, l'alter ego di Hermans, 'per fare qualcosa di utile con questa carta costosa che normalmente scomparirebbe, senza essere letta, nel cestino della cartastraccia, inquinando l'ambiente'. Successivamente l'università obbligò i membri dello staff a usare entrambe le facciate dei fogli di carta.
Hermans era famoso per le sue polemiche, come si vede in particolare nel 'caso Weinreb', dove ebbe un ruolo chiave nello smascheramento di un impostore ebreo che affermava di essere stato un combattente della resistenza e di aver aiutato altri ebrei durante l'occupazione nazista dei Paesi Bassi.
Nel 1986 il sindaco e il consiglio comunale di Amsterdam dichiararono ufficialmente Hermans persona non grata ad Amsterdam, perché Hermans si era recato in visita in Sudafrica nel 1983, sfidando il boicottaggio culturale che era stato dichiarato contro quel paese per la sua politica di apartheid. Essendo sposato con una donna non bianca, Hermans non se ne curò affatto. Hermans tornò nella sua città solo nel 1993 per la presentazione di un libro, dopo che il consiglio comunale aveva posto fine, su richiesta dello stesso Hermans, al suo status di 'persona non grata'.
Hermans ha ricevuto un dottorato honoris causa dall'Università di Liegi nel 1990 e uno dall'Università di Pretoria nel 1993.

## Opere
Raccolte di racconti
- Moedwil en misverstand, 1948
- Paranoia, 1953
- Een landingspoging op Newfoundland en andere verhalen, 1957
- Een wonderkind of een total loss, 1967
- De laatste roker, 1991
- Vier novellen, 1993

Racconti
- Moedwil en misverstand, 1948
- Het behouden huis, 1951
- Bijzondere tekens, 1977
- Dood en weggeraakt, 1980
- Filip's sonatine, 1980
- Homme's hoest, 1980
- Geyerstein's dynamiek, 1982
- Waarom schrijven?, 1983
- De zegelring, 1984
- Naar Magnitogorsk, 1990
- In de mist van het schimmenrijk, 1993; in seguito pubblicato con il titolo Madelon in de mist van het schimmenrijk
- De onversleten wandelaar, 1994

Romanzi
- Conserve, 1947
- De tranen der acacia's, 1949
- Ik heb altijd gelijk, 1951
- De God Denkbaar Denkbaar de God, 1956
- Herinneringen van een engelbewaarder, 1971
- Het evangelie van O. Dapper Dapper, 1973
- Onder professoren, 1975
- Uit talloos veel miljoenen, 1981
- Een heilige van de horlogerie, 1987
- Au pair, 1989
- Ruisend gruis, 1995, postumo

Saggi
- Fenomenologie van de pin-up girl, 1950
- Het geweten van de Groene Amsterdammer, 1955
- Wittgenstein in de mode, 1967; in seguito pubblicato con il titolo Wittgenstein in de mode en Kazemier niet
- Machines in bikini, 1974
- De raadselachtige Multatuli, 1976
- De liefde tussen mens en kat, 1985
- Relikwieën en documenten, 1985
- Het boek der boeken, bij uitstek, 1986
- Vincent literator, 1990

Raccolte di saggi
- Mandarijnen op zwavelzuur, 1964
- Het sadistische universum, 1964
- Het sadistische universum 2. Van Wittgenstein tot Weinreb, 1970
- Houten leeuwen en leeuwen van goud, 1979
- Ik draag geen helm met vederbos, 1979
- Mandarijnen op Zwavelzuur. Supplement, 1983
- Klaas kwam niet, 1983
- Door gevaarlijke gekken omringd, 1988
- Wittgenstein, 1990
- Malle Hugo. Vermaningen en beschouwingen, 1994

Teatro, sceneggiature
- Drie drama's, 1962
- De woeste wandeling, 1962; sceneggiatura cinematografica
- King Kong, 1972
- Periander, 1974

Versi
- Kussen door een rag van woorden, 1944
- Horror cœli, 1946
- Hypnodrome, 1948
- Overgebleven gedichten,1968

### Opere tradotte in italiano
- La casa vuota (Het behouden huis), in BUR, traduzione di Laura Pignatti, postfazione di Cees Nooteboom, Milano, Rizzoli, 2005 (1951), ISBN 88-17-00852-4.
- La camera oscura di Damocle (De donkere kamer van Damokles), Milano, Iperborea, 2022 (1958), ISBN 978-88-709-1657-7.
- Alla fine del sonno (Nooit meer slapen), traduzione di Claudia Di Palermo, Milano, Adelphi, 2014 (1966), ISBN 978-88-459-2893-2.